# Salling Sogn
Salling Sogn er et sogn i Vesthimmerlands Provsti (Viborg Stift).
I 1800-tallet var Salling Sogn og Oudrup Sogn annekser til Næsborg Sogn. Alle 3 sogne hørte til Slet Herred i Aalborg Amt. Næsborg-Salling-Oudrup sognekommune blev ved kommunalreformen i 1970 indlemmet i Løgstør Kommune, der ved strukturreformen i 2007 indgik i Vesthimmerlands Kommune. 
I Salling Sogn findes Skarp Salling Kirke eller Salling Kirke.
I sognet findes følgende autoriserede stednavne:
- Brøndum (bebyggelse, ejerlav)
- Hemdrup (bebyggelse, ejerlav)
- Sahlsminde (bebyggelse)
- Skarp Salling (bebyggelse, ejerlav)